# Hugo Achugar

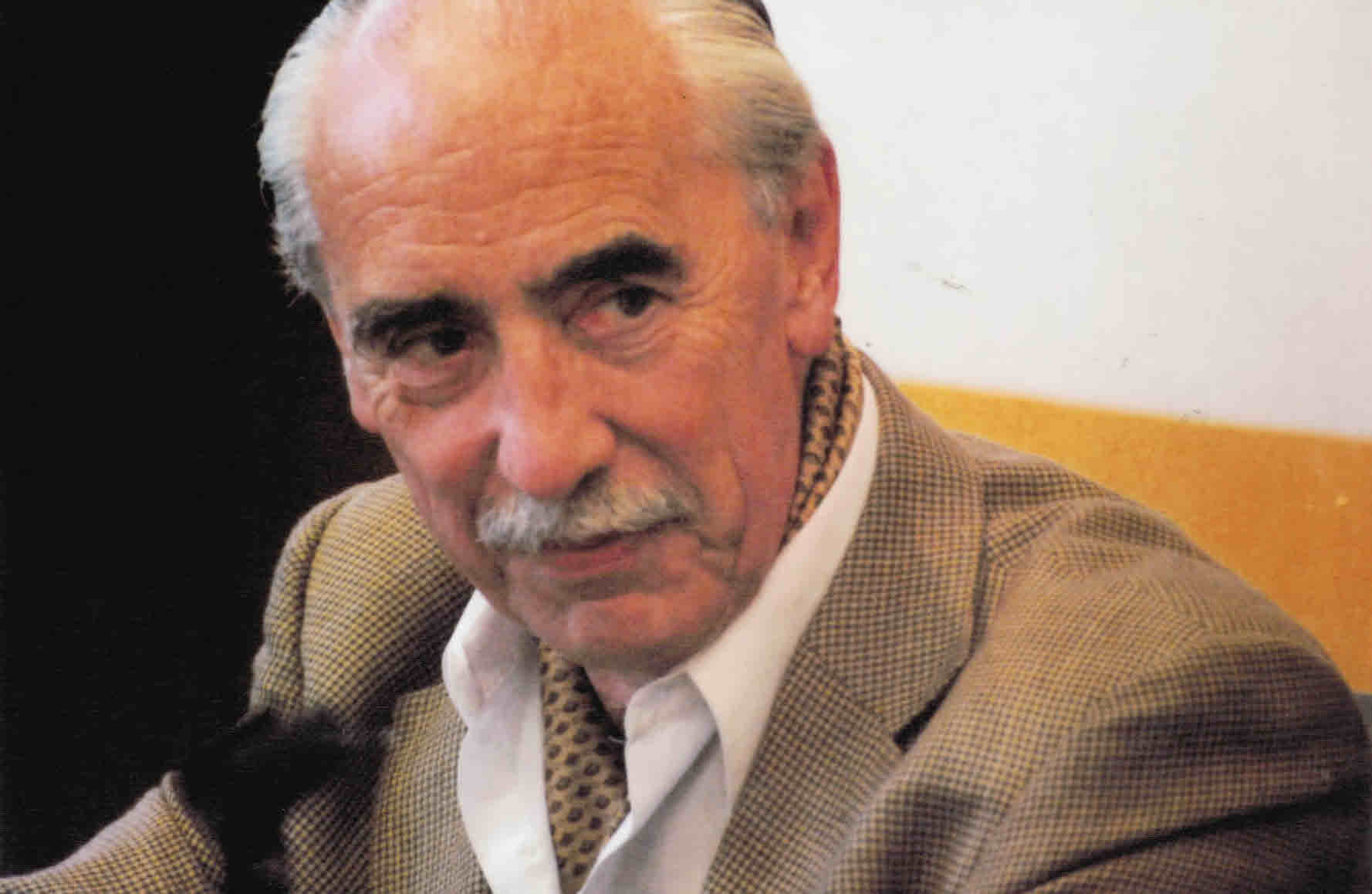
Hugo Achugar

Hugo Achugar (* 23. Januar 1944 in Montevideo, Uruguay) ist ein uruguayischer Schriftsteller, literarischer Essayist und Dozent.

## Leben
Achugar beendete 1969 erfolgreich eine Ausbildung am Instituto de Profesores Artigas (IPA). Im Folgejahr erhielt er ein Stipendium der französischen Regierung. 1980 erwarb er einen Ph.D. in lateinamerikanischer Literatur an der University of Pittsburgh. Lateinamerikanische Literatur lehrte er sodann auch an der Fakultät für Geistes- und Erziehungswissenschaften (FHCE) der Universidad de la República (UdelaR). Von 1975 bis 1983 war er an verschiedenen venezolanischen Universitäten tätig. Anschließend hatte Achugar, der auch in Brasilien und Spanien als Gastprofessor wirkte, zwischen 1983 und 1990 eine Dozentenstelle in den USA an der Northwestern University inne. 1994 erhielt er ein weiteres Stipendium der Catédra Simón Bolívar an der USP in Brasilien. Auch forschte er an der Fundación Centro de Estudios Latinoamericanos Rómulo Gallegos (Celarg). Von 1999 bis 2003 war er Direktor des Kulturpolitischen Programms der Rockefeller-Stiftung am Zentrum für interdisziplinäre lateinamerikanische Studien der Universidad de la República. Achugar lehrt an der University of Miami. Derzeit (Stand: 2012) ist er Nationaler Kulturdirektor (Director Nacional de Cultura) in Uruguay.
Achugar verfasste neben zahlreichen Poesiewerken und Essays auch zwei Romane, die er unter dem Heteronym Juana Caballero herausgab. Achugar wurde für seine literarischen Werke vielfach ausgezeichnet. So erhielt er 1996 den Premio Bartolomé Hidalgo für La biblioteca en ruinas, wurde aber auch mit Preisen des Uruguayischen Bildungs- und Kulturministeriums (MEC), der Feria Nacional de Libros y Grabados und der Intendencia Municipal von Montevideo bedacht.

## Werke

### Poesie
- 1968: El derrumbe
- 1971: Con bigote triste
- 1973: Mi país/mi casa
- 1976: Textos para decir María
- 1985: Las mariposas tropicals
- 1986: Seis mariposas tropicales
- 1989: Todo lo que es sólido se disuelve en el aire
- 1992: Orfeo en el salón de la memoria
- 1996: El cuerpo del Bautista
- 2006: Hueso quevrado

### Romane
- 1995: Cañas de la India unter dem Heteronym Juana Caballero
- 2000: Falsas Memorias - Blanca Luz Brum

### Essays
- 1979: Ideologías y estructuras narrativas en José Donoso (1950-1970)
- 1986: Poesía y sociedad - Uruguay 1880-1911
- 1992: La balsa de la Medusa
- 1994: La biblioteca en ruinas

## Auszeichnungen
- 1992: Preis der Intendencia Municipal von Montevideo in der Sparte "veröffentlichte Poesie"
- 1995: Essaypreis des Uruguayischen Bildungs- und Kulturministeriums
- 1996: Premio Bartolomé Hidalgo für La biblioteca en ruinas